# بانايوت بانو
بانايوت بانو (بالألبانية: Panajot Pano‏) مواليد 7 مارس 1939 في دراس - الوفاة 19 يناير 2010 في جاكسونفيل، الولايات المتحدة، كان لاعب كرة قدم ألباني كان يلعب كمهاجم. لعب خلال مسيرته 238 مباراة سجل خلالها 144 هدفاً.

## المسيرة الاحترافية

### أندية لعب لها
- نادي تيرانا
- بارتيزاني تيرانا

## روابط خارجية
- بانايوت بانو على موقع الاتحاد الدولي (مؤرشف)  (الإنجليزية)
- بانايوت بانو على موقع الاتحاد الأوربي (الإنجليزية)
- بانايوت بانو على موقع قاعدة بيانات كرة القدم.إي يو (الإنجليزية)
- بانايوت بانو على موقع ناشيونال فوتبول تيمز (الإنجليزية)
- بانايوت بانو على موقع عالم كرة القدم.نت (الإنجليزية)